# Ляховщина (Могилёвская область)
Ля́ховщина (бел. Ляхаўшчына) — деревня в составе Осиновского сельсовета Чаусского района Могилёвской области Республики Беларусь.

## Население
- 2020 год — 0 человек